# Мария Текская
Мария Те́кская, полное имя: Викто́рия Мари́я Авгу́ста Луи́за О́льга Паули́на Клауди́на Агне́сса (англ. Victoria Mary Augusta Louise Olga Pauline Claudine Agnes of Teck; 26 мая 1867[…], Кенсингтон, Мидлсекс — 24 марта 1953[…], Мальборо-хаус) — супруга Георга V, короля Великобритании и Ирландии, императора Индии, мать королей Эдуарда VIII и Георга VI, бабушка королевы Елизаветы II.
По рождению принадлежала к морганатической ветви Вюртембергского королевского дома. Родилась и выросла в Великобритании при дворе королевы Виктории. В 1893 году вышла замуж за 2-го сына принца Уэльского Эдуарда, принца Георга, герцога Йоркского, наследника престола после смерти старшего брата, невестой которого была Мария. До вступления мужа на престол в 1910 году была принцессой Уэльской и герцогиней Корнуольской. Став королевой, поддерживала мужа в период Первой мировой войны и политической нестабильности после неё. В 1936 году овдовела и стала королевой-матерью своего сына, короля Эдуарда VIII, но тот отрёкся от престола в том же году к большому негодованию королевы Марии ради женитьбы на американке Уоллис Симпсон. После этого оказывала поддержку своему второму сыну, королю Георгу VI вплоть до его смерти в 1952 году. Умерла на следующий год в начале правления своей внучки Елизаветы II.

## Ранние годы

### Рождение и крещение
Виктория Мария родилась незадолго до полуночи 26 мая 1867 года в Кенсингтонском дворце Лондона в присутствии своей тёти великой герцогини Августы Каролины Мекленбург-Стрелицкой. Девочка стала первенцем в семье Франца, герцога Текского и британской принцессы Марии Аделаиды Кембриджской. На момент рождения Виктории Марии её матери было 33 года. В те времена рождение первого ребёнка в столь зрелом возрасте считалось опасным для жизни; ещё одной причиной для волнения была полнота матери. По этому поводу старшая дочь королевы Виктории, кронпринцесса Виктория Прусская писала матери из Берлина: «Бедная Мари! Мне кажется, она должна быть полна страха в её возрасте и с её размерами». В кругу семьи маленькую принцессу назвали Мэй (англ. May). В следующие годы герцогиня Текская родила троих сыновей: Адольфа (род. 1868), Франца (род. 1870) и Александра (род. 1874).
Отец девочки принадлежал к морганатической ветви королевского дома Вюртемберга и был сыном герцога Александра Вюртембергского и венгерской графини Клодин Редеи фон Киш-Реде. Мать была членом британской королевской семьи и дочерью Адольфа Фредерика, герцога Кембриджского и немецкой принцессы Августы Гессен-Кассельской. Через отца Мария Аделаида была внучкой короля Георга III и двоюродной сестрой королеве Виктории.
Она была крещена в Королевской капелле Кенсингтонского дворца Лондона, 27 июля 1867 года архиепископом Кентерберийским Чарльзом Лонгли. Ей было дано восемь имён: Виктория Мария Августа Луиза Ольга Паулина Клаудина Агнесса. Имя Агнесса девочка получила в честь прабабушки по отцу, Клаудина в честь бабушки по отцу, Августа в честь тёти герцогини Мекленбург-Стрелицкой и Виктория в честь королевы. Крёстными Марии выступили её двоюродная тётя королева Виктория, принц Уэльский Эдуард, будущий король и свёкор Марии и принцесса Августа, герцогиня Кембриджская, бабушка по отцу.

### Образование
Воспитание Марии и её братьев было достаточно строгим. Она была старшим ребёнком и единственной дочерью в семье, где родилось ещё трое мальчиков. Принцесса заботилась о младших братьях, а все вместе они проводили время со своими кузенами, детьми принца и принцессы Уэльских. Мария обучалась дома под присмотром матери и гувернанток, как и её братья, которых позже отправили в школу-интернат. Герцогиня Текская проводила много времени с детьми, что было необычно для аристократок того времени. Дочь с детства сопровождала мать в различные благотворительные учреждения и дома для бедных.
Дети герцога и герцогини Текских считались членами британской королевской семьи. Герцог Текский не имел своего личного дохода, так как его отец заключил морганатический брак, утратив право на наследование королевского престола Вюртемберга. Все дети четы носили титул «Его / Её Высочество принц / принцесса Текский». Семья в основном жила на деньги Марии Аделаиды. Как член британской королевской семьи она получала 5000 фунтов стерлингов в год, а также отдельную сумму в 4000 фунтов от своей матери. Несмотря на это, семья постоянно испытывала нехватку финансов и находилась в долгах. С 1883 года супруги с детьми жили за границей. Семья путешествовала по Европе, останавливаясь у родственников. Несколько месяцев семья прожила во Флоренции, где дети посещали выставки, музеи, церкви и галереи.
В 1885 году супруги вернулись в Великобританию и поселились в поместье Белая Лоджа в Ричмонд-парке. Мария с детства была близка к своей матери и выступала её неофициальным секретарём, помогала в организации приемов. Близким другом для Марии была её тетя герцогиня Мекленбург-Стрелицкая, с которой принцесса, а позже королева, обменивалась письмами каждую неделю вплоть до смерти герцогини в 1916 году.

## Помолвка
В декабре 1891 года Мария обручилась со старшим сыном принца Уэльского, Альбертом Виктором, герцогом Кларенс и Эвондейл. Марию в качестве супруги будущего короля выбрала королева Виктория, которой очень нравилась молодая принцесса. Она писала, что «семья прониклась любовью к Марии, у неё сильный характер и чувство долга». Однако Альберт Виктор неожиданно умер от гриппа, 14 января 1892 года.
Младший брат умершего принца, Георг, герцог Йоркский, стал первым в линии наследования престола. Во время совместного траура он сблизился с Марией, а королева Виктория продолжала рассматривать принцессу в качестве подходящей партии для будущего монарха. В мае 1893 года Георг сделал предложение принцессе Марии и она дала согласие. Их брак оказался счастливым, вместе они имели шестерых детей. Георг писал своей жене каждый день на протяжении всей оставшейся жизни, и, в отличие от отца, никогда не имел любовниц.

## Герцогиня Йоркская
Мария вышла замуж за принца Георга, герцога Йоркского 6 июля 1893 года в Королевской капелле Сент-Джеймсского дворца, Лондон. На свадьбе присутствовал, в качестве почётного гостя, российский цесаревич Николай Александрович, который через год стал крёстным отцом их первенца Эдуарда. Новая герцогиня вместе с супругом поселились в коттедже Йорк, скромном доме недалеко от Сандрингемского дворца, графство Норфолк, имели супруги и свои комнаты в Сент-Джеймсском дворце. У них было шестеро детей: Эдвард, Альберт, Мария, Генри, Георг и Джон. Мария любила своих детей, но их воспитанием занимались няни и гувернантки, как это было принято в то время в семьях высшего общества. Самой известной среди них была Шарлотта Билл, которая впоследствии будет наиболее тесно связана с младшим принцем Джоном, больным эпилепсией. Хотя её и считали при дворе достаточно холодной матерью, герцогиня Йоркская лично преподавала детям историю и музыку. Как члены королевской семьи супруги много участвовали в общественной жизни. В 1897 году герцогиня стала покровителем Лондонской Гильдии Рукоделия.
22 января 1901 года умерла королева Виктория. Свёкор Марии стал королём Эдуардом VII. Георг и Мария стали Их Королевскими Высочествами герцогом и герцогиней Корнуольскими и Йоркскими. Король отправил молодую пару в тур по землям Британской империи. Они посетили Гибралтар, Мальту, Египет, Цейлон, Сингапур, Австралию, Новую Зеландию, Маврикий, Южную Африку и Канаду. Находясь в турне, Мария постоянно писала письма домой, переживая за детей, которые остались на попечении короля и королевы.

## Принцесса Уэльская
9 ноября 1901 года, через девять дней после прибытия в Лондон и в день шестидесятилетия короля, Марии и её супругу был дан титул «принцев Уэльских». Семья переехала из Сент-Джеймсского дворца в Мальборо-хаус. В 1904 году супруги совершили поездки в Австро-Венгрию и Вюртемберг. В 1905 году Мария родила своего последнего ребёнка принца Джона. Роды были тяжелыми, и ребёнок позже стал страдать от эпилепсии, от которой и умер в 13 лет.
С октября 1905 года Мария и Георг снова отправились в путешествие, на тот раз в Индию. Возвращались через Египет и Грецию. После приезда на родину они направились в Испанию на свадьбу короля Альфонсо XIII, который женился на двоюродной сестре Георга, принцессе Виктории Евгении Баттенбергской. В мае 1906 года наследная пара отправилась в Норвегию на коронацию короля Хокона VII и королевы Мод. Король приходился Георгу двоюродным братом, а Мод — родной сестрой.

## Королева Великобритании
6 мая 1910 года король Эдуард VII умер. Георг и Мария стали королём и королевой Великобритании, Ирландии и иных земель, императором и императрицей Индии. Когда Георг спросил супругу, какое имя она бы выбрала в качестве тронного, Виктория или Мария, она ответила, что второе, дабы её не путали с королевой Викторией. Церемония коронации прошла в Вестминстерском аббатстве 22 июня 1911 года. Позднее, в этом же году новый король и королева отправились в Индию, где присутствовали на Делийском дарбаре (так назывались масштабные собрания, проходившие в делийском Парке коронации в Индии в ознаменование коронации королей и королев Соединённого Королевства). Далее супруги посетили несколько индийских городов и в феврале 1912 года вернулись в Лондон. В начале царствования у Марии случались конфликты с королевой-матерью Александрой, которая не хотела мириться с ролью второй дамы королевства. Например, она требовала своего приоритета в церемонии похорон короля Эдуарда VII, королева Александра отказалась передавать невестке часть фамильных драгоценностей, которые полагались правящей королеве.
Во время Первой мировой войны по указаниям королевы двор перешёл на жёсткую экономию. Еду раздавали в определённое время, сама королева посещала больницы и лазареты с дочерью принцессой Марией, общалась с ранеными солдатами. После трёх лет войны против Германии антинемецкие настроения в Великобритании достигли своего пика. Король Георг V отказал российской императорской семье в политическом убежище, возможно отчасти, из-за немецкого происхождения императрицы Александры Фёдоровны. Новость об отречении Николая II активизировала деятельность республиканцев в Великобритании, которые желали, чтобы король отрёкся от престола ввиду своего немецкого происхождения. В 1917 году король Георг V отказался от всех немецких титулов, званий и наград за себя и свою семью. Его примеру последовали многие родственники, включая братьев Марии, которые приняли фамилию Кембридж. Королевская фамилия Саксен-Кобург-Готы, родоначальником которой на британском престоле был отец Георга, была переименована в Виндзорскую династию по названию королевского замка.
Через два месяца после окончания войны скончался принц Джон, младший сын королевской четы, живший затворником в Вуд Ферм, небольшого коттеджа на территории Сандрингемского дворца. Королева поведала своё горе дневникам, которые были опубликованы после её смерти. Она писала: «Наш бедняжка Джонни внезапно скончался…наша семья убита горем, но люди были так добры и внимательны к нам с королём, и это помогло нам». Королева Мария на протяжении всего царствования всячески оказывала поддержку своему мужу, писала ему рекомендации насчет публичного выступления, король всегда прислушивался к мнению супруги, мнение которой для него оставалось решающим.
В конце 1920-х годов король стал часто болеть, появились проблемы с легкими. Это усугублялось непрерывным курением. Во время болезней королева всегда находилась подле Георга. Однажды в 1928 году один из врачей спросил короля, кто спас ему жизнь, и тот сразу ответил: «Королева!». В 1935 году монархи отметили серебряную годовщину правления с торжествами по всей империи.

## Вдовство и наследие
20 января 1936 года король Георг V умер. Старший сын супругов стал королём Эдуардом VIII, а Мария получила официальный титул королевы-матери, хотя она его не использовала, оставаясь «Её Величеством королевой Марией». Через несколько месяцев король Эдуард вызвал конституционный кризис в стране из-за желания вступить в брак с дважды разведённой американкой Уоллис Симпсон. Англиканская церковь не дала ему разрешение на брак. Получив консультации премьер-министра Стэнли Болдуина и глав правительств доминионов, король решил отречься от престола. Королева Мария оказала поддержку сыну, хотя она не могла понять, почему её сын пренебрёг королевскими обязанностями из-за своих личных чувств. Ранее Эдуард знакомил отца и мать с мисс Симпсон, но после его отречения мать не желала видеть её, они никогда больше не встречались.
Королева Мария всячески поддерживала своего второго сына Георга, страдающего от заикания, который после отречения брата занял британский трон. Она присутствовала на коронации сына, и была первой вдовствующей королевой Великобритании, которая посетила это мероприятие. Мать поддерживала связь со старшим сыном, который после отречения получил от брата-короля титул герцога Виндзорского для себя и своей супруги, но никогда не одобряла его брак. Королева Мария участвовала в воспитании своих внучек, принцесс Елизаветы и Маргарет. Она брала их с собой во время посещения выставок и экскурсий в Лондоне.
Во время Второй мировой войны король Георг VI пожелал, чтобы его мать была эвакуирована из Лондона, хотя сама она покидать столицу не хотела. Королева переехала в Бадминтон-хаус в графстве Глостершир, где проживала вместе с племянницей Мэри Сомерсет, герцогиней Бофорт. Её личные вещи были вывезены из Лондона в семидесяти единицах багажа. В распоряжении королевы находились пятьдесят человек слуг, которые заняли большую часть комнат замка. Во время войны королева выезжала из дворца, посещая войска, города и заводы, организовывала сбор продуктов для военных. В 1942 году её четвертый сын, герцог Кентский Георг погиб в авиакатастрофе, оставив жену с тремя детьми. После завершения войны Мария вернулась в Мальборо-хаус в июне 1945 года.
Мария Текская всю жизнь собирала предметы искусства и драгоценности, связанные с другими королевскими семьями. Благодаря её усилиям, в коллекции британского монарха сегодня находятся ювелирные украшения, некогда принадлежавшие российской императрице Марии Фёдоровне, матери Николая II. Королева выкупила большое количество изумрудов, принадлежавших её невестке леди Килмори, любовнице её брата принца Франца. Под руководством королевы была составлена опись всех предметов искусства, принадлежащих королевской семье, были обнаружены многие до этого не известные шедевры, принадлежащие монарху.
В 1952 году король Георг VI умер от рака. Старшая внучка Марии принцесса Елизавета взошла на престол. Мария умерла на следующий год, 24 марта 1953 года, от рака легких, хотя официально было объявлено, что скончалась королева от проблем с желудком. Через десять недель состоялась коронация её внучки-королевы. Перед смертью старая королева просила, чтобы коронацию Елизаветы не переносили в связи с её кончиной. Тело королевы было выставлено в Вестминстерском аббатстве, тысячи жителей пришли проститься с ней. Похоронена рядом с супругом в часовне Святого Георгия в Виндзорском замке.
Сэр Генри Ченнон писал о королеве Марии, что «она выше политики… великолепная, с чувством юмора, мирская, и в то же время возвышенная, но холодная и жестокая, но всё же Великая Королева!» В честь королевы были названы лайнеры RMS Queen Mary и Queen Mary 2, линейный крейсер HMS Queen Mary, Лондонский университет королевы Марии, водохранилище королевы Марии, колледж королевы Марии в Лахоре, Пакистан, больница королевы Марии в Гонконге, пик королевы Марии на островах Тристан-да-Кунья, Земля королевы Марии на Антарктиде, колледж королевы Марии в Ченнаи, Индия.
Ряд известных британских актрис сыграли Марию в фильмах: Уэнди Хиллер в фильме «Супруга короля», Флора Робсон в фильме «История короля», Пегги Эшкрофт в фильме «Эдвард и миссис Симпсон», Филлис Калверт в фильме «Женщина, которую он любил», Гэй Браун в фильме «Вся королевская рать», Айлин Эткинс в фильме «Берти и Элизабет» и в сериале «Корона», Миранда Ричардсон в фильме «Потерянный принц», Маргарет Тизак в фильме «Уолисс и Эдуард», Клер Блум в фильме «Король говорит!», Джуди Парфитт в фильме «МЫ. Верим в любовь».

## Дети
От брака с Георгом V родилось пять сыновей и дочь:
- Эдуард Альберт Кристиан Георг Андрей Патрик Давид (23.06.1894—28.05.1972) — после смерти отца в 1936 году стал королём Эдуардом VIII, отрёкся от престола в том же году ради женитьбы на дважды разведённой американке Уоллис Симпсон, на которой впоследствии женился, получил титул герцога Виндзорского, всю оставшуюся жизнь жил за границей, детей не имел;
- Альберт Фредерик Артур Георг (14.12.1895—6.02.1952) — герцог Йоркский, ставший после отречения брата королём Георгом VI, был женат на леди Елизавете Боуз-Лайон, от которой имел двух дочерей: королеву Елизавету II и принцессу Маргарет;
- Виктория Александра Алиса Мария (25.04.1897—28.03.1965) — королевская принцесса Великобритании, супруга Генри Ласеллса, 6-го графа Хэрвуд, имели двух сыновей;
- Генрих Уильям Фредерик Альберт (31.03.1900—10.06.1974) — герцог Глостерский, был женат на леди Алисе Монтегю-Дуглас-Скотт, имели двух сыновей;
- Георг Эдвард Александр Эдмунд (20.12.1902—25.08.1942) — герцог Кентский, погиб в авиакатастрофе, был женат на Марине, принцессе Греческой и Датской, имели двух сыновей и дочь;
- Джон Чарльз Фрэнсис (12.07.1905—18.01.1919) — страдал эпилепсией, от которой умер в юности, женат не был, детей не имел.

## Герб, титулы и генеалогия

### Титулы
- 26 мая 1867 — 6 июля 1893: Её Высочество принцесса Текская
- 6 июля 1893 — 22 января 1901: Её Королевское Высочество герцогиня Йоркская
- 22 января 1901 — 9 ноября 1901: Её Королевское Высочество герцогиня Корнуольская и Йоркская
- 9 ноября 1901 — 6 мая 1910: Её Королевское Высочество принцесса Уэльская
- 6 мая 1910 — 20 января 1936: Её Величество королева Великобритании и Ирландии, императрица Индии
- 29 января 1936 — 24 марта 1953: Её Величество королева Мария

## Комментарии
1. ↑  До церемонии крещения порядок имён был следующий: Агнесса Августа Виктория Мария Луиза Ольга Паулина Клаудина[4].